# Inprenting (geheugen)
Inprenting of codering is het neuropsychologisch proces waarbij informatie wordt opgeslagen in het geheugen. Het woord inprenten komt letterlijk van het maken van een afdruk met een printplaat of letterzetbak en het idee is dat het inprenten zorgt voor een afdruk in het geheugen. 
Inprenting is datgene wat volgt op het waarnemen en wat voorafgaat aan het onthouden; het is het proces waarbij de informatie vanuit de zintuigen eerst door de hersenen wordt geïnterpreteerd (waarnemen) en vervolgens wordt toegeleid naar het geheugen (onthouden). De entorinale schors en de cortex parahippocampalis spelen in de hersenen hierin een belangrijke rol.
Iemand die alleen een inprentingsstoornis heeft, heeft moeite om waargenomen informatie te onthouden (antegrade amnesie), maar kan wel onthouden wat eerder in het geheugen werd opgeslagen. Een tijdelijke inprentingsstoornis kan zich bij een hersenschudding (commotio cerebri) of intoxicatie voordoen. Een blijvende stoornis van inprenten kan optreden doordat de hippocampus chirurgisch verwijderd werd (denk aan de operatie van Scoville op H.M.), of acuut irreversibel kapotgemaakt werd door het herpes-simplexvirus bij een herpesencefalitis, of doordat de hippocampus langzaam degenereert zoals bij de ziekte van Alzheimer. 
Inprenting is niet alleen nodig voor het opslaan van informatie in het geheugen, maar ook voor ruimtelijke oriëntatie. Iemand die niet voldoende in staat is om informatie in te prenten, raakt gedesoriënteerd in tijd en plaats, pas veel later ook in persoon.
Hulpmiddelen bij inprenten zijn het herhaald aanbieden van dezelfde informatie, imiteren of het leggen van associaties zoals een ezelsbruggetje.
Inprenting kan worden verstoord door psychoactieve stoffen zoals alcohol en drugs, maar ook doordat iemand afgeleid of moe is, of door geestesziekten zoals dementie.